# برايان ليس
برايان ليس (بالإنجليزية: Brian Lees)‏ هو سياسي أمريكي، ولد في 25 يوليو 1953 في أميسبوري في الولايات المتحدة. حزبياً، نشط في الحزب الجمهوري.